# Chichicaxtle, Hidalgo
Chichicaxtle är en ort i Mexiko.   Den ligger i kommunen Agua Blanca de Iturbide och delstaten Hidalgo, i den sydöstra delen av landet, 130 km nordost om huvudstaden Mexico City. Chichicaxtle ligger 2 215 meter över havet och antalet invånare är 525.
Terrängen runt Chichicaxtle är varierad. Runt Chichicaxtle är det ganska glesbefolkat, med 47 invånare per kvadratkilometer. Närmaste större samhälle är San Bartolo Tutotepec, 18,4 km öster om Chichicaxtle. I omgivningarna runt Chichicaxtle växer i huvudsak blandskog.